# Christoph Jungmann
Christoph Jungmann (* 1962) ist ein deutscher Schauspieler und Kabarettist, er lebt in Berlin.

## Leben und Wirken
Jungmann wurde 1962 wurde ich in Berlin-Charlottenburg geboren. Es folgten Liebfrauen-Grundschule und Canisius Kolleg mit Abitur 1980. Er begann ein Studium der Politologie, Geschichte und Publizistik an der FU Berlin. 1984 begann er eine Schauspielausbildung an der Schule für Bühnenkunst, die er 1987 beendete.
Jungmann zeigt seit Jahrzehnten kontinuierlich schauspielerische Aktivitäten in drei Feldern:

### Kabarett
Christoph Jungmann war Mitglied der Kabarett-Gruppe Zwei Drittel, die in den 1980er Jahren in West-Berlin u. a. im Hoftheater-Kreuzberg (Muskauer Str.), im Mehringhof-Theater und im (alten) Tempodrom-Zelt im Berliner Tiergarten oder im Zelt am Golgatha (alle Berlin) auftrat, später mit mehreren Musiktheater-Produktionen im Cafetheater Schalotte, dem BKA-Theater, dem Theater am Halleschen Ufer sowie dem SO36.
Jungmann spielte in der Gruppe zusammen mit Uwe Weinzierl (inzwischen als "Pferdeflüsterer" bekannt), Barbara Klehr (heute mit ihm bei den Gorillas), Robert Munzinger (Gorillas), Thomas „Schnulli“ Koppelberg und Gabi Schmalz. Christoph Jungmann moderiert seit vielen Jahren als Angela Merkel den Kabarettistischen Jahresrückblick im Mehringhof-Theater und Theater am Kurfürstendamm, den er gemeinsam mit Bov Bjerg, Hannes Heesch, Horst Evers und Manfred Maurenbrecher gestaltet.

### Theaterschauspiel und -regie
Jungmann spielte im Theater am Kurfürstendamm „Männer“, auf der Vaganten Bühne Shakespeares sämtliche Werke (leicht gekürzt) und führte in der Berliner Philharmonie Regie bei Igor Strawinskys Die Geschichte vom Soldaten.

### Improtheater
Als Vorsitzender des Impro Deutschland e. V. war er Ideengeber der Theatersport WM im Kunst- und Kulturprogramm der Bundesregierung zur Fußball-WM 2006. Er spielt heute bei Die Gorillas und Theatersport Berlin. Jungmann organisiert und leitet auch das größte Impro-Festival Europas sowie diverse internationale Improtheater-Projekte, u. a. „Our Lives“ mit Schauspielern aus allen 28 EU-Ländern.

### Musik
Zu Beginn seiner Karriere trat Jungmann auch als Sänger in Erscheinung. Unter dem Künstlernamen 'Fred' nahm er mit der Westberliner NDW-Band Überhaupt drei  E.P.'s auf:
- 1982: 'Überhaupt' (selftitled)
- 1983: 'Die Beisetzung Verzögert Sich!' und 'Gradeaus nach unbekannt'

### Auszeichnungen
Im September 2018 wurde Jungmann beim DEA International Open Air Filmfestival, Saranda in Albanien, für die Rolle des Frank Gehrlach in "Level Up Your Life" (Regie: Stefan Hillebrand / Oliver Paulus) als bester Schauspieler ausgezeichnet.

## Filmographie

### Kino
- 2004: Frau fährt, Mann schläft
- 2005: Weltverbesserungsmaßnahmen
- 2005: Drawing Blood (AT)
- 2007: Was am Ende zählt
- 2011: Zettl
- 2016: Schubert in Love
- 2018: Level Up Your Life
- 2022: Schweigend steht der Wald

### Fernsehen
- 1998: Rabe Rudi unterwegs, Episodenhauptrolle
- 2000: Löwenzahn – Peter hat 'nen Vogel
- 2000: Puma
- 2000: HeliCops – Einsatz über Berlin
- 2000: Gute Zeiten, schlechte Zeiten
- 2001: Herzschlag – Das Ärzteteam Nord
- 2001: Victor, der Schutzengel
- 2003: Im Namen des Gesetzes – Schnappschuß
- 2004: Der Mustervater – Allein unter Kindern
- 2005: Hallo Robbie!
- 2006: Der letzte Zeuge – Die Richterin
- 2006: Verliebt in Berlin
- 2006: Im Namen des Gesetzes – Doppelspiel
- 2007: Hochzeit um jeden Preis
- 2008: Unser Charly – Unbekannt verzogen
- 2007: Rosa Roth – Der Fall des Jochen B.
- 2007: Wie angelt man sich seine Chefin
- 2007: Kriminaldauerdienst
- 2008: Plötzlich Papa!
- 2009: Kommissar LaBréa – Todesträume am Montparnasse
- 2009: Die letzten Dinge
- 2009: Tatort – Mauerblümchen
- 2010: Lotta & die alten Eisen (Fernsehserie, Folge 1)
- 2010: SOKO Wismar – Ein Stich ins Herz
- 2010: Mord mit Aussicht – Mikado
- 2010: Beate Uhse
- 2010: Der kalte Himmel (AT)
- 2011: Verbrechen – Notwehr
- 2011: Die Draufgänger – Carnapping
- 2012: Löwenzahn Folge Maulwurf
- 2012: Notruf Hafenkante
- 2013: Tatort – Gegen den Kopf
- 2014: Mit Burnout durch den Wald
- 2014: Leberkäseland
- 2015: Anderst schön
- 2014: SOKO Wismar
- 2014: Beinahe Schwägereltern
- 2014: Ein Fall von Liebe
- 2015: Alarm für Cobra 11
- 2015: Einfach Rosa – Die zweite Chance
- 2016: Katharina Luther
- 2016: Kommissar Dupin – Bretonische Flut
- 2016: In aller Freundschaft
- 2017: Das Pubertier – Der Film
- 2018: Keiner schiebt uns weg[11]
- 2020: Das letzte Wort
- 2021: Sportabzeichen für Anfänger
- 2021: Tatort: Was wir erben
- 2022: Theresa Wolff – Waidwund (Fernsehfilmreihe)